# 食人宴3：歡樂大結局
《食人宴3：歡樂大結局》（英語：Feast III: The Happy Finish）是一部2009年的美國恐怖喜劇電影，《人獸戰》三部曲的第三部，也是最後一部。本片於2009年2月17日以DVD形式直接發行。

## 剧情
蜜糖派被怪物斬首，怪物很快消化並排出了她的頭。閃電在爆炸中倖存下來並跌跌撞撞地離開了。剩下的倖存者（飆車女王、紅髮女、Tit Girl、秘密、酒保、算便宜和葛瑞格，現在頭上插著一根管子）在他们藏身的楼顶上遭到了怪物的袭击。雷公在被開膛破肚後仍然活著，正在爬走，但被一個名叫殺物剋星的人开车碾死了。
殺物剋星砸開警察局的前門走了進去。屋頂倖存者前往監獄，流浪漢正要殺死他們，但遭到飆車女孩的毆打。葛瑞格透露，算便宜有很多中古車，倖存者可以用來逃脫。殺物剋星被秘密意外开枪爆头。槍聲驚動了怪物，它们進入了警察局。然後，众人決定跑到中古車廠。
他們離開後，算便宜與隊伍往不同的方向跑去，然後推倒流浪漢以分散怪物的注意力。當一隻怪物開始吃掉流浪漢的一條腿時，算便宜跑向一個金屬集装箱。怪物放走了流浪漢，繼續追杀算便宜，而算便宜則加入了飆車女孩中的紅髮女和Tit Girl的行列。在集装箱內，他們遇到了另外幾名倖存者，他們開始聯合起來毆打算便宜，因為他用汽車交易敲詐了他們。算便宜退到集装箱後面靠牆站着。一個怪物發現了算便宜站的地方正好有一个洞，于是透过這個洞強奸了算便宜，使算便宜懷孕了。一隻怪物立即衝破了算便宜的胃，生出了一個雜種，殺死了集装箱內的幾名倖存者。與此同時，秘密、葛瑞格和酒保找到了受傷的閃電並把他帶走了。飆車女王解救了飆車女孩，她們逃離了算便宜生的雜種。衆人跟隨流浪漢鑽進一個洞，藏在他埋在地下的校車/冰毒實驗室裡。
怪物跟踪他們並殺死了Tit Girl。飆車女王終於能夠啟動巴士，當他們離開時，紅髮女放火烧了流浪漢和一個怪物，然後他們從巴士後面掉了下去。巴士從地下钻出，飆車女王和紅髮女打算拋棄剩下的倖存者；然而，就在其他倖存者趕上來時，巴士抛锚了。怪物立即湧向巴士，但众人被一個名叫葛斯安格森，綽號冬瓜的人救了，他似乎有能力驅走怪物。然後他帶領倖存者進入下水道，試圖到達大城市。在穿過下水道時，紅髮女被受感染的城鎮居民殺死。倖存者即將被感染者殺死時，另一位名叫尚克勞德席格的倖存者拯救了他們。尚克勞德試圖帶領倖存者浮出水面，但遭到怪物襲擊，一隻手臂被咬掉。然後倖存者分成兩組，尚克勞德和酒保，以及飆車女王、秘密、葛瑞格、閃電和冬瓜。在試圖燒灼尚克勞德的一處傷口時，酒保不小心炸掉了他剩下的那隻手臂。
另一組倖存者發現了一個巨大的狂歡場，裡面有受感染的城鎮居民和怪物，它們向人們噴吐嘔吐物，導致可怕的變異和發瘋。倖存者聚在一起，但被受感染的城鎮居民發現，飆車女王也被感染。尚克勞德自願留下來對抗受感染的城鎮居民，為倖存者提供逃跑的機會。尚克勞德設法抵禦了受感染的城鎮居民一小段時間，然後就被撕成了兩半。
冬瓜發現其实是他的助聽器故障才擊退了怪物，然后就被怪物刺穿了。算便宜怪物最終追上了众人並殺死了攻擊他们的怪物，然後強行拔掉了卡在葛瑞格頭上的管子，殺死了他。秘密因悲痛而瘋狂，野蠻地攻擊了算便宜生的雜種，並用插在葛瑞格頭上的同一根管子殺死了他。
騎車女王帶著其中一隻怪物，觸發其內部警報系統後騎車離開，試圖將怪物從剩餘的倖存者身邊引開。酒保告訴秘密和閃電，他們是唯一的倖存者，現在必須讓人類繁衍下去。秘密抬起頭，突然一個巨大機器人的腳踩碎了她和閃電，然後走開了。酒保慢慢地走向鏡頭，低聲說“天殺的”。

## 反響
Bloody Disgusting的史蒂夫·巴顿將其評為3/5星，並寫道，儘管不像第二部電影那麼瘋狂，但“仍然是一次很棒的旅程”。Bloody Disgusting的布拉德·米斯卡將其評為4/5星，並寫道：“雖然《食人宴2》感覺與第一部電影完全不同，但《食人宴3》以某種方式成功地重新捕捉了原作的全部美學”。